# Shahumyan (Armavir)
Pour les articles homonymes, voir Shahumyan (homonymie).
Shahumyan (en arménien Շահումյան) est une communauté rurale du marz d'Armavir, en Arménie. Elle compte 1 567 habitants en 2009.